# 托伊皮茨湖

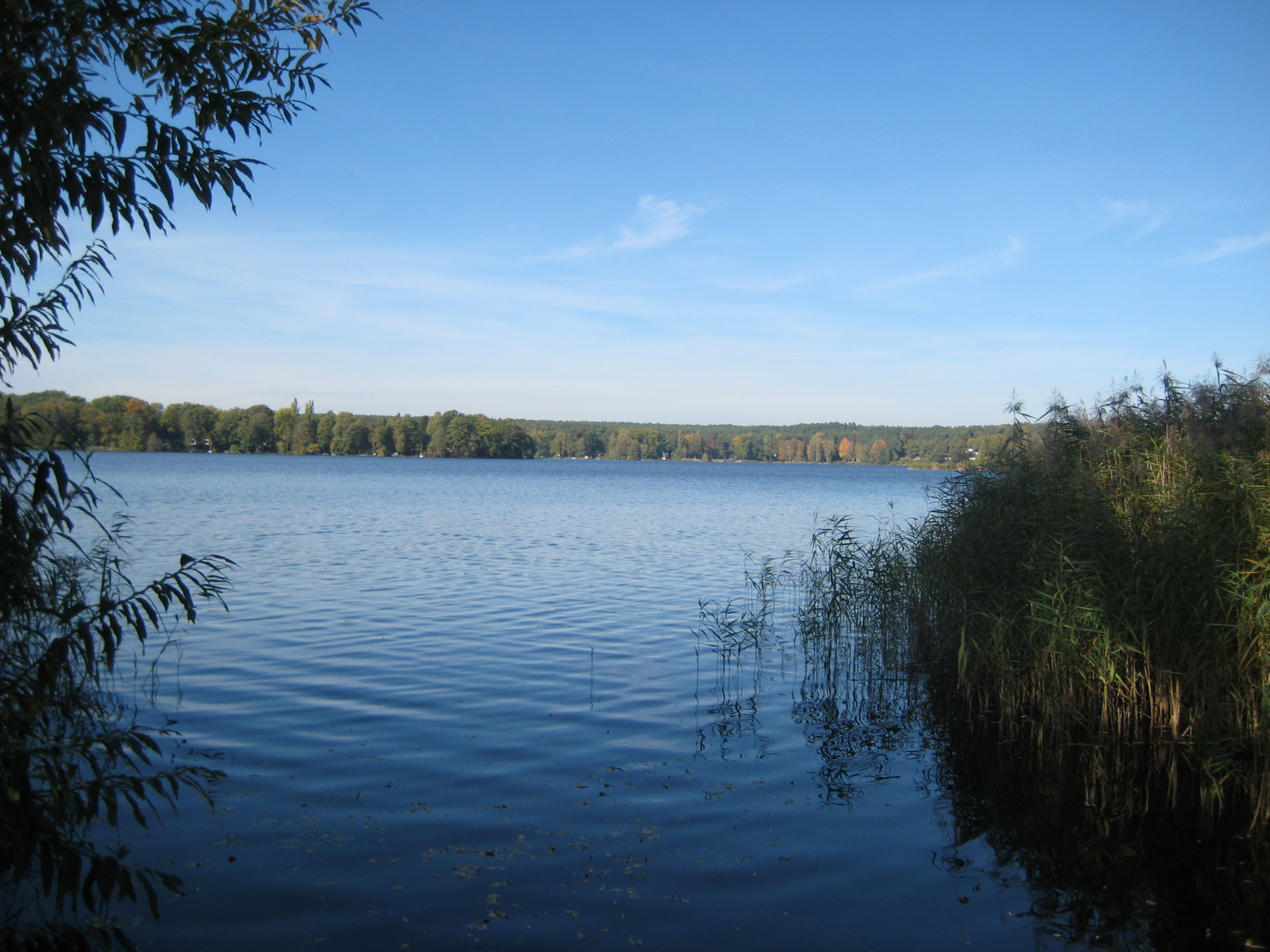

52°8′44″N 13°36′43″E / 52.14556°N 13.61194°E
托伊皮茨湖（德語：Teupitzer See），是德國的湖泊，位於該國西南部，由勃蘭登堡州負責管轄，處於達默-施普雷瓦爾德縣，寬1.9公里，面積5.4平方公里，平均水深4至6米，該湖泊以托伊皮茨命名。